# Tajny pielgrzym
Tajny pielgrzym lub Znakomity uczeń (ang. The Secret Pilgrim) – powieść Johna le Carré opisująca wydarzenia, których uczestnikiem był szpieg o imieniu Ned – jeden z bohaterów Russia House.
Ned, jeden z anonimowych bohaterów zimnej wojny, spędził większość dorosłego życia w tajnej służbie jej królewskiej mości. Teraz, pod koniec swojej kariery powraca do przeszłości. Przedstawiając słuchaczom „szkoły dla szpiegów” swojego bohatera i mentora – George Smileya, musi zmierzyć się z pytaniami, które nawiedzały go przez trzydzieści lat. Wiele z tych wydarzeń należy do anegdot lub legend brytyjskich służb specjalnych.